# ㅢ
ㅢ是朝鲜语谚文中的一个元音字母。该字母的名称为“의”。
ㅢ由ㅡ和ㅣ组成，在今日的标准韩国语中位於詞首時读作/ɰi/，前有其他字母時則讀作/i/（即與ㅣ相同）。不过，在助词“의”中实际读作/e/，与ㅔ的读音没有区别。
ㅢ在馬-賴轉寫中被转写为ŭi；在文观部式中北转写为ui。
ㅢ在朝鲜语盲文中，被表记为。

## 字符编码
| 種類               | 用途 | Unicode | HTML     |
| ------------------ | ---- | ------- | -------- |
| 諺文相容字母       | ㅢ   | U+3162  | &#12642; |
| 諺文字母應用       |      | U+1174  | &#4468;  |
| 漢陽私人使用區應用 |      | U+F84D  | &#63565; |
| 半形字母           | ￛ    | U+FFDB  | &#65499; |